# Pierre Ramadier
Pour les articles homonymes, voir Ramadier.
Pierre Louis Ramadier   (né le 22 mai 1902 à Lunel - mort le 11 juin 1983 à Lodève) est un athlète français spécialiste du saut à la perche. Il se classe 3e des Championnats d'Europe de 1938.

## Carrière
Licencié au Racing Club de France, il remporte onze titres de champion de France du saut à la perche entre 1928 et 1942, et établit le premier record de France de la discipline le 30 août 1931 en franchissant la barre de 4,07 m au Stade Pershing de Paris. Cinquième des Championnats d'Europe 1934, Pierre Ramadier remporte la médaille de bronze des Championnats d'Europe de 1938 se déroulant à Paris, réussissant une hauteur de 4,00 m.

## Palmarès
| Année | Compétition           | Lieu  | Place | Marque |
| ----- | --------------------- | ----- | ----- | ------ |
| 1934  | Championnats d'Europe | Turin | 5e    | 3,90 m |
| 1938  | Championnats d'Europe | Paris | 3e    | 4,00 m |

- Champion de France du saut à la perche en 1928, 1929, 1930, 1931, 1932, 1934, 1936, 1937, 1938, 1939 et 1942.

## Records personnels
- 4,07 m (1931) : record de France

## Hommage
La salle polyvalente de Lodève porte son nom.